# توم هاريس
توم هاريس (بالإنجليزية: Tom Harris) هو نقابي وصحفي ومدون وسياسي بريطاني، ولد في 20 فبراير 1964 في المملكة المتحدة. حزبياً، نشط في حزب العمال الاسكوتلندي ‏ ( – 4 أغسطس 2018).

## مناصب
- في الانتخابات العامة في المملكة المتحدة 2001، انتخب عضو برلمان المملكة المتحدة الـ53 عن دائرة Glasgow Cathcart (UK Parliament constituency) [الإنجليزية]‏ وقد انضم خلال فترته النيابية ‏ (7 يونيو 2001 – 11 أبريل 2005) للكتلة البرلمانية حزب العمال.
- في الانتخابات العامة في المملكة المتحدة 2005، انتخب عضو برلمان المملكة المتحدة الـ54 عن دائرة غلاسكو الجنوبية وقد انضم خلال فترته النيابية ‏ (5 مايو 2005 – 12 أبريل 2010) للكتلة البرلمانية حزب العمال.
- في انتخابات المملكة المتحدة لعام 2010، انتخب عضو برلمان المملكة المتحدة الـ55 عن دائرة غلاسكو الجنوبية وقد انضم خلال فترته النيابية ‏ (6 مايو 2010 – 30 مارس 2015) للكتلة البرلمانية حزب العمال.
- انتخب Parliamentary Under-Secretary of State for Transport [الإنجليزية]‏ (7 سبتمبر 2006 – 4 أكتوبر 2008).
- انتخب Shadow Minister for the Environment, Food and Rural Affairs ‏ (15 مايو 2012 – 8 مايو 2015).